# Aerangis maireae
Aerangis maireae é uma espécie de orquídea monopodial epífita, família Orchidaceae, que habita a Tanzânia.